# Tricolas xylocleptis
Tricolas xylocleptis är en stekelart som beskrevs av Boucek 1967. Tricolas xylocleptis ingår i släktet Tricolas och familjen puppglanssteklar.
Artens utbredningsområde är:
- Tjeckien.
- Tyskland.
- Rumänien.
- Schweiz.

Inga underarter finns listade i Catalogue of Life.